# Валентін Костаке
Валентін Іонуц Костаке (рум. Valentin Ionuț Costache, нар. 2 серпня 1998, Віделе, Румунія) — румунський футболіст, вінгер клубу «Рапід» (Бухарест).

## Ігрова кар'єра

### Клубна
Валентін Костаке почав займатися футболом у рідному місті Віделе. У 2014 році він приєднався до футбольної школи столичного «Динамо». В грудні 2015 року футболіст дебютував у першій команді. Один сезон футболіст провів в оренді у клубі Другого дивізіону «Афумаци».
В січні 2018 року Костаке перейшов до складу ЧФР «Клуж». Саме з цим клубом пов'язані його найбільші досягнення у футболі. Костаке у складі «Клуж» п'ять разів вигравав чемпіонат Румунії та двічі Суперкубок країни. Влітку 2022 року Костаке перейшов до іншого клубу Ліги І «Рапід» з Бухареста.

### Збірна
Валентін Костаке грав у складі юнацьких та олімпійської збірних Румунії.

## Титули
ЧФР «Клуж»
 Чемпіон Румунії (5): 2017/18, 2018/19, 2019/20, 2020/21, 2021/22
 Переможець Суперкубка Румунії (2): 2018, 2020